# Bourg-de-Visa
Bourg-de-Visa é uma comuna francesa na região administrativa de Occitânia, no departamento de Tarn-et-Garonne. Estende-se por uma área de 14,41 km². Em 2010 a comuna tinha 389 habitantes (densidade: 27 hab./km²).